# Бозененков, Михаил Георгиевич
Михаил Георгиевич Бозененков (21 января 1921, Рославль, Смоленская губерния, РСФСР — 10 января 1994, Минск, Белоруссия) — советский футболист и футбольный тренер, заслуженный тренер СССР (1957), хоккеист, теннисист. Отличник физической культуры (1955).
Участник Великой Отечественной войны.

## Биография
Родился в Рославле в январе 1921 года (в разных источниках называются даты 18, 20, 21 и 24 января). В молодости занимался футболом, но не смог пробиться в команды мастеров из-за травм. Ещё до Великой Отечественной войны поступил в минский институт физкультуры, но из-за начала войны прервал обучение. Во второй половине 1941 года был в эвакуации в Куйбышеве, служил старшим военруком, инструктором железнодорожного училища и спортивного общества «Локомотив».
С мая 1942 года — на фронтах Великой Отечественной войны. Начинал служить в 7-й гвардейской минометной дивизии, затем был переведён в полковую разведку в должности командира взвода. Звание к концу войны — старшина. Воевал на Волховском, Северо-Западном, Калининском, 3-м Белорусском, 1-м Прибалтийском фронтах, закончил войну под Кёнигсбергом. Награждён орденами Красной Звезды, Отечественной войны 2-й степени, медалью «За отвагу».
После окончания войны продолжил учёбу в минском институте физкультуры. Занимался разными видами спорта, в том числе был неоднократным чемпионом республики по теннису и фехтованию. В течение нескольких лет был играющим главным тренером хоккейного минского «Спартака», в том числе в сезоне 1950/51 — в высшей лиге по хоккею. Судил матчи низших лиг по футболу. Носил прозвище «Пират».
В 1950 году вошёл в тренерский штаб футбольного минского «Динамо». С сентября 1952 по 1955 годы работал главным тренером этого же клуба, переименованного к тому времени в «Спартак», и в 1954 году привёл команду к бронзовым наградам чемпионата СССР. В 1956 году возглавлял сборную Белорусской ССР на Спартакиаде народов СССР, команда заняла седьмое место. Был одним из тренеров-консультантов сборной СССР на Олимпиаде-1956. Награждён званием «Заслуженный тренер СССР» (1957). В 1958—1959 годах снова работал главным тренером минского «Спартака», выступавшего в классе «Б», но решить задачу возвращения команды в класс «А» не удалоь. 
В 1961—1963 годах был главным тренером национальной сборной Бирмы. Под его руководством команда заслужила право участвовать в финальном турнире Азиатских игр 1962 года, однако отказалась от участия. В Бирме Бозененков стал автором методического пособия по футболу и участвовал в организации кафедры футбола.
В ноябре 1964 года стал первым заведующим вновь созданной кафедры футбола и хоккея Белорусского государственного института физической культуры и работал в этой должности до 1977 года.
Скончался 10 января 1994 года на 73-м году жизни в Минске.

## Награды
- Орден Красной Звезды
- Орден Отечественной войны 2-й степени
- Орден «Знак Почёта» (1964)
- Медаль «За отвагу»
- Медаль «За победу над Германией в Великой Отечественной войне 1941–1945 гг.»
- Медаль «За трудовую доблесть» (27.04.1957) — «за успехи, достигнутые в деле развития массового физкультурного движения в стране, повышения мастерства советских спортсменов, и успешное выступление на международных соревнованиях»